# Стоура-Дуймун
Стоура-Дуймун (фар. Stóra Dímun, дан. Stóra Dímun; іноді просто Дуймун (фар. Dímun)) — острів Фарерського архіпелагу. Назва перекладається як Великий Дуймун. Площа — 2,5 км². Постійне населення — 7 осіб (2014).